# Santa María, Guerrero
Santa María är en ort i Mexiko.   Den ligger i kommunen Pilcaya och delstaten Guerrero, i den sydöstra delen av landet, 100 km sydväst om huvudstaden Mexico City. Santa María ligger 1 702 meter över havet och antalet invånare är 150.
Terrängen runt Santa María är lite bergig. Runt Santa María är det ganska tätbefolkat, med 75 invånare per kvadratkilometer. Närmaste större samhälle är Taxco de Alarcón, 15,5 km söder om Santa María. I omgivningarna runt Santa María växer huvudsakligen savannskog.